# Proterospongia
A Proterospongia telepalkotó egysejtű vízi élőlények nemzetsége. A galléros ostorosok osztályába tartozik. Kolóniaképzőként a Proterospongia érdekes a tudósok számára, akik az állatok megjelenése előtt jelen lévő intercelluláris jelátvitel és adhézió mechanizmusait tanulmányozzák.

## Megjelenése
A Proterospongia tagjai a galléros ostorosokra jellemző sejtszerkezettel rendelkeznek, amelyet 5-10 μm átmérőjű sejttest jellemez, 20-30 μm hosszú ostorral a csúcsi részen, amelyet 15-25, aktinnal teli mikroboholyból álló gallér vesz körül.  A telep ostorai vízáramlást hoznak létre, amiből a gallérok mikrobolyhai a szerves törmeléket és baktériumokat kiszűrik.  A Proterospongiában lévő szervecskék elrendezése összhangban van más galléros ostorosokéval, és az ostor alapja alatti elülső diktioszóma, a központi mag, a perifériás mitokondriumok és egy hátsó emésztőűröcske jellemzi.
A Codonosigidae család tagjaként a Proterospongia csak finom gallérral rendelkezik, amely fénymikroszkóp alatt nem látható, esetlegesen teljesen hiányzik is.  A Proterospongia fajokat a telep morfológiája különbözteti meg, amelyek az egyszerű sejtláncoktól a feltűnő, csillagszerű együttesekig változnak. A sejtközi zselével vagy nyálkaanyaggal rendelkező telepeket Kent, Lackey és Leadbeater írták le; ennek az anyagnak az összetétele azonban nem ismert.  Kent egy Proterospongia fajt is leírt, amely kétféle sejtet tartalmaz nyálkába ágyazva, azonban ez az egyetlen beszámoló egy ilyen fajról, és azt feltételezték, hogy a megfigyelt amőboid sejtek valójában hátsó csápok voltak, amelyek egyes galléros ostorosokon jelen vannak.

## Életciklus
Bár több Proterospongia fajt leírtak, csak a P. choanojuncta rendelkezik leírt életciklussal. E leírás alapján a Proterospongia telepes, úszó és helytülő életmódjai váltják egymást.  Leadbeater 1983-as leírása a Choanocea perplexea és Proterospongia choanojuncta fajokról a Proterospongia choanojuncta megerősítését eredményezte. A magányos és telepes fajok vizsgálatai még további fajok létezéséről adhatnak számot.

## Osztályozás
A Proterospongia a telepes Codonosigidae galléros ostorosok taxonómiai osztályozása az egyes sejtek fizikai megjelenése és a telep alakja alapján. Először Kent írta le Manual of the Infusoria (1880-1882) című művében. Ebben hat faját írta le, és a kolónia szerkezete fajonként változik. A Proterospongia nemzetség tagjait továbbra is filogenetikai keretbe kell sorolni.

## Fordítás
Ez a szócikk részben vagy egészben  a   Proterospongia című angol Wikipédia-szócikk ezen változatának fordításán alapul.  Az eredeti cikk szerkesztőit annak laptörténete sorolja fel. Ez a jelzés csupán a megfogalmazás eredetét és a szerzői jogokat jelzi, nem szolgál a cikkben szereplő információk forrásmegjelöléseként.